# Roman Broniš
Roman Broniš (nascido em 17 de outubro de 1976) é um ciclista profissional eslovaco. Ele representou a Eslováquia em duas edições dos Jogos Olímpicos: Sydney 2000 e Pequim 2008.